# Challenger de Biena 2022
El torneo Challenger Biel/Bienne 2022 fue un torneo de tenis perteneció al ATP Challenger Tour 2022 en la categoría Challenger 80. Se trató de la 2ª edición; el torneo tuvo lugar en la ciudad de Biena (Suiza), desde el 21 hasta el 27 de marzo de 2022 sobre pista dura bajo techo.

## Jugadores participantes del cuadro de individuales
| Favorito | País                        | Jugador               | Rank1 | Posición en el torneo |
| -------- | --------------------------- | --------------------- | ----- | --------------------- |
| 1        | Bandera de Francia          | Pierre-Hugues Herbert | 111   | Primera ronda         |
| 2        | Bandera de Austria          | Dennis Novak          | 140   | Primera ronda         |
| 3        | Bandera de Suiza            | Dominic Stricker      | 155   | Semifinales           |
| 4        | Bandera de Turquía          | Altuğ Çelikbilek      | 162   | Baja                  |
| 5        | Bandera vacío               | Pavel Kotov           | 168   | Segunda ronda         |
| 6        | Bandera de Alemania         | Daniel Masur          | 176   | Primera ronda         |
| 7        | Bandera de Suiza            | Marc-Andrea Hüsler    | 179   | Primera ronda         |
| 8        | Bandera de los Países Bajos | Tim van Rijthoven     | 180   | Cuartos de final      |

- 1 Se ha tomado en cuenta el ranking del 14 de marzo de 2022.

### Otros participantes
Los siguientes jugadores recibieron una invitación (wild card), por lo tanto ingresan directamente al cuadro principal (WC):
- Kilian Feldbausch
- Jérôme Kym
- Leandro Riedi

Los siguientes jugadores ingresan al cuadro principal tras disputar el cuadro clasificatorio (Q):
- Gijs Brouwer
- Marek Gengel
- Aleksandar Kovacevic
- Georgii Kravchenko
- Jelle Sels
- Otto Virtanen

## Campeones

### Individual Masculino
- Jurij Rodionov derrotó en la final a  Kacper Żuk, 7–6(3), 6–4

### Dobles Masculino
- Pierre-Hugues Herbert /  Albano Olivetti derrotaron en la final a  Purav Raja /  Ramkumar Ramanathan, 6–3, 6–4